# Nili Planum
Nili Planum és una formació geològica de tipus planum a la superfície de Mart, localitzada amb el sistema de coordenades planetocèntriques a 19.7 latitud N i 77.9 ° longitud E, que fa 128.55 km de diàmetre. El nom va ser aprovat per la UAI el 17 de gener de 2020 i fa referència a una característica d'albedo.